# جان ادگر
جان ادگر (انگلیسی: John Edgar) بازیکن فوتبال اهل اسکاتلند است.
از باشگاه‌هایی که در آن بازی کرده‌است می‌توان به باشگاه فوتبال هارت آف میدلوتیان، باشگاه فوتبال آرسنال، باشگاه فوتبال آبردین، باشگاه فوتبال هیبرنین، و باشگاه فوتبال آبردین اشاره کرد.